# Liste der Naturdenkmale in Simonswald
| Naturdenkmale | Anzahl |
| ------------- | ------ |
| FND           | 3      |
| END           | 4      |
| Gesamt        | 7      |

Die Liste der Naturdenkmale in Simonswald nennt die verordneten Naturdenkmale (ND) der im baden-württembergischen Landkreis Emmendingen liegenden Stadt Simonswald. In Simonswald gibt es insgesamt sieben als Naturdenkmal geschützte Objekte, davon drei flächenhafte Naturdenkmale (FND) und vier Einzelgebilde-Naturdenkmale (END).
Stand: 1. November 2016.

## Flächenhafte Naturdenkmale (FND)
| Name                     | Bild | Kennung     | Einzelheiten                          | Position | Fläche Hektar | Datum         |
| ------------------------ | ---- | ----------- | ------------------------------------- | -------- | ------------- | ------------- |
| Bärmoos                  | BW   | 83160420009 | Simonswald                            | ⊙        | 3,8           | 7. Dez. 1992  |
| Hochmoor auf dem Kandel  | BW   | 83160560007 | Simonswald, Waldkirch                 | ⊙        | 1,2           | 12. Jan. 1969 |
| Martinskapelle           | BW   | 83260170004 | Simonswald, Furtwangen im Schwarzwald | ⊙        | 3,8           | 1. März 1990  |
| Legende für Naturdenkmal |      |             |                                       |          |               |               |

## Einzelgebilde (END)
| Name                     | Bild | Kennung     | Einzelheiten | Position | Fläche Hektar | Datum |
| ------------------------ | ---- | ----------- | ------------ | -------- | ------------- | ----- |
| Eibe                     |      | 83160420003 | Simonswald   | ???      | 0,0           |       |
| Eibe                     |      | 83160420004 | Simonswald   | ???      | 0,0           |       |
| Eiben                    |      | 83160420002 | Simonswald   | ???      | 0,0           |       |
| 16 Buchen                |      | 83160420005 | Simonswald   | ???      | 0,0           |       |
| Legende für Naturdenkmal |      |             |              |          |               |       |